# أوبوس
أوبوس (بالإنجليزية: Opus)‏ هو معيار ضغط مع فقدان معلومات لبيانات الصوت تم تطويره من قبل منظمة Xiph.Org هدفه ضغط بيانات الكلام والموسيقى بجودة عالية في معيار واحد وبنفس الوقت أن يحافظ على فترة انتظار منخفضه تجعله ملائم للتواصل بالزمن الحقيقي وكذلك بسيط كفاية ليكون من الممكن استخدامه في أجهزة ذات معالجات ضعيفة. يقوم أوبوس باستبدال معايير ضغط صوت سابقة مثل فربس وSpeex وقامت عدة فحوصات سمع بتقييم جودة أبوس كأعلى من معايير أخرى في جميع معدلات نقل البيانات, هذا يتضمن معايير إم بي 3, AAC وHE-AAC.
يستخدم معيار أوبوس خوارزم SILK لضغك الكلام وخوارز CELT ذو فترة الإنتظار القصيرة حيث انه ينتقل من خوارزم إلى آخر ويدمج بينهما بحسب طبيعة الصوت الذي يقوم بضغطه.

## وصلات خارجية
- الموقع الرسمي